# Grand Prix-wegrace van Duitsland 1976
De Grand Prix-wegrace van Duitsland 1976 was elfde race van wereldkampioenschap wegrace in het seizoen 1976. De race werd verreden op 29 augustus 1976 op de Nordschleife van de Nürburgring nabij Nürburg. Voor de 500 cc klasse en de zijspanklasse was de Duitse Grand Prix de laatste van het seizoen. De overige klassen gingen nog naar de Grand Prix van Spanje

## Algemeen
In Duitsland werden de twee laatste wereldtitels bekend: Ángel Nieto werd wereldkampioen 50 cc en Walter Villa haalde zelfs zijn tweede wereldtitel in dit jaar binnen. Na de 250 cc titel werd hij ook wereldkampioen 350 cc. De overwinning van Giacomo Agostini met de MV Agusta 500 4C was de laatste overwinning met een viertaktmotor in de 500 cc klasse.

## 500 cc
Het verschijnen van de MV Agusta 500 4C in Duitsland was een grote verrassing. Giacomo Agostini had zelfs nog met zijn Suzuki getraind. De MV Agusta, die nu voorzien was van lichtere zuigers en een lichtere krukas, kwam niet alleen door de geluidskeuring, Agostini was er zelfs oppermachtig mee. Hij leidde de race van start tot finish. Wereldkampioen Barry Sheene, die aanvankelijk nog verklaard had dat hij tevreden was over de startgelden in Duitsland en dus ook zou verschijnen, kwam uiteindelijk niet. Virginio Ferrari had de snelste trainingstijd gereden, maar hij viel uit door een oververhitte motor. Dieter Braun viel terwijl hij op de tweede plaats lag, waarschijnlijk door een mechanisch defect. Marco Lucchinelli lag even tweede, maar werd ingehaald door Pat Hennen en John Newbold die voor regenbanden hadden gekozen en pas tegen het einde van de race beloond werden toen het inderdaad begon te regenen. Toch wist Lucchinelli de tweede plaats terug te pakken terwijl Pat Hennen derde werd.

### Uitslag
| Pos | Coureur             | Merk        | Tijd         | Punten |
| --- | ------------------- | ----------- | ------------ | ------ |
| 1   | Giacomo Agostini    | MV Agusta   | 1h 06' 21" 4 | 15     |
| 2   | Marco Lucchinelli   | Suzuki      | + 52" 1      | 12     |
| 3   | Pat Hennen          | Suzuki      | + 1' 09" 3   | 10     |
| 4   | John Newbold        | Suzuki      | + 1' 12" 3   | 8      |
| 5   | Marcel Ankoné       | Suzuki      | + 1' 20" 8   | 6      |
| 6   | Boet van Dulmen     | Suzuki      | + 2' 41" 6   | 5      |
| 7   | Alan North          | Suzuki      | + 2' 56" 6   | 4      |
| 8   | Christian Bourgeois | Yamaha      | + 2' 56" 8   | 3      |
| 9   | Chas Mortimer       | Suzuki      | + 4' 14" 2   | 2      |
| 10  | Egid Schwemmer      | Nava Yamaha | + 4' 18" 1   | 1      |
| 11  | Peter Baláž         | Yamaha      | + 4' 35" 6   |        |
| 12  | Max Wiener          | Yamaha      | + 4' 43"     |        |
| 13  | John Cowie          | Yamaha      | + 5' 10" 5   |        |
| 14  | Hans Braumandl      | Suzuki      | + 7' 54"     |        |
| 15  | Franz Rau           | Yamaha      | + 7' 58" 5   |        |
| 16  | Walter Hoffmann     | Suzuki      | + 8' 45" 6   |        |
| 17  | Michael Schmid      | Yamaha      | + 9' 46"     |        |
| 18  | Alan Rogers         | Yamaha      | + 9' 51" 4   |        |
| 19  | Jan van Disseldorp  | Yamaha      | + 10' 51" 5  |        |
| 20  | Charlie Dobson      | Yamaha      | + 10' 51" 7  |        |
| DNF | Dieter Braun        | Suzuki      |              | val    |

## 350 cc
In de 350 cc race konden Giacomo Agostini en Dieter Braun Walter Villa een tijdje volgen, maar beiden vielen ze met mechanische problemen uit. Dat gebeurde ook met Pentti Korhonen. Johnny Cecotto leek na lange tijd weer eens in vorm te zijn en reed de snelste ronde, maar hij kon Villa niet van de overwinning afhouden. Hij werd tweede, terwijl de derde plaats naar Gianfranco Bonera ging. Walter Villa won probleemloos en was nu ook in de 350 cc klasse wereldkampioen.

### Uitslag 350 cc
| Pos | Coureur            | Merk              | Tijd         | Punten |
| --- | ------------------ | ----------------- | ------------ | ------ |
| 1   | Walter Villa       | Harley-Davidson   | 1h 04' 03" 9 | 15     |
| 2   | Johnny Cecotto     | Yamaha            | + 9" 6       | 12     |
| 3   | Gianfranco Bonera  | Harley-Davidson   | + 13" 4      | 10     |
| 4   | Takazumi Katayama  | Yamaha            | + 21" 6      | 8      |
| 5   | Alan North         | Yamaha            | + 21" 9      | 6      |
| 6   | Víctor Palomo      | Yamaha            | + 22" 3      | 5      |
| 7   | Christian Sarron   | Yamaha            | + 28" 9      | 4      |
| 8   | Dieter Braun       | Bakker-Morbidelli | + 31" 6      | 3      |
| 9   | Bruno Kneubühler   | Yamaha            | + 49" 9      | 2      |
| 10  | Olivier Chevallier | Yamaha            | + 1' 03" 9   | 1      |
| 11  | Patrick Fernandez  | Yamaha            | + 1' 44" 5   |        |
| 12  | Kork Ballington    | Yamaha            | + 2' 09" 5   |        |
| 13  | Toni Mang          | Yamaha            | + 2' 20" 7   |        |
| 14  | Jon Ekerold        | Yamaha            | + 2' 42" 7   |        |
| 15  | John Cowie         | Yamaha            | + 2' 52" 8   |        |
| 16  | Max Wiener         | Yamaha            | + 3' 29" 3   |        |
| 17  | Alex George        | Yamaha            | + 3' 30" 2   |        |
| 18  | Jaime Samaranch    | Yamaha            | + 3' 53" 8   |        |
| 19  | Horst Pleyer       | Yamaha            | + 4' 58" 1   |        |
| 20  | Bo Granath         | Yamaha            | + 5' 20"     |        |
| DNF | Giacomo Agostini   | MV Agusta         |              |        |
| DNF | Dieter Braun       | Bakker-Morbidelli |              |        |
| DNF | Pentti Korhonen    | Yamaha            |              |        |

## 250 cc
Walter Villa startte slecht in Duitsland en Takazumi Katayama mocht zelfs drie ronden (60 kilometer) aan de leiding rijden. Toen Villa hem gepasseerd was probeerde Katayama hem echter te volgen en dat moest hij met een val bekopen. Nadat hij zijn machine in de pit had laten repareren werd hij toch nog zevende. Het gevecht om de tweede plaats werd gewonnen door Kork Ballington (Yamaha), terwijl Jon Ekerold derde werd. Daardoor stonden er twee Zuid-Afrikanen op het erepodium.

### Uitslag 250 cc
| Pos | Coureur            | Merk            | Tijd       | Punten |
| --- | ------------------ | --------------- | ---------- | ------ |
| 1   | Walter Villa       | Harley-Davidson | 55' 34" 8  | 15     |
| 2   | Kork Ballington    | Yamaha          | + 1' 08" 3 | 12     |
| 3   | Jon Ekerold        | Yamaha          | + 1' 09" 4 | 10     |
| 4   | Dieter Braun       | Yamaha          | + 1' 10" 5 | 8      |
| 5   | Bruno Kneubühler   | Yamaha          | + 1' 10" 8 | 6      |
| 6   | Olivier Chevallier | Yamaha          | + 1' 21" 1 | 5      |
| 7   | Takazumi Katayama  | Yamaha          | + 1' 33" 9 | 4      |
| 8   | Víctor Palomo      | Yamaha          | + 1' 49" 8 | 3      |
| 9   | Pentti Korhonen    | Yamaha          | + 1' 55" 2 | 2      |
| 10  | Chas Mortimer      | Maxton-Yamaha   | + 2' 08" 8 | 1      |
| 11  | Bernd Tüngethal    | Yamaha          | + 2' 09"   |        |
| 12  | Gilbert Lavelle    | Yamaha          | + 2' 10" 9 |        |
| 13  | Franz Kunz         | Yamaha          | + 2' 16" 7 |        |
| 14  | Tom Herron         | Yamaha          | + 3' 01" 2 |        |
| 15  | Henk van Kessel    | Yamaha          | + 3' 02" 8 |        |
| 16  | Leif Gustafsson    | Yamaha          | + 3' 43" 3 |        |
| 17  | John Dodds         | Yamaha          | + 3' 43" 5 |        |
| 18  | Bo Granath         | Yamaha          | + 3' 54" 1 |        |
| 19  | Harald Bartol      | Yamaha          | + 4' 16" 1 |        |
| 20  | Ken Nemoto         | Yamaha          | + 4' 19" 7 |        |

## 125 cc
De Nordschleife was door de regen veranderd in een gijbaan. Al in de Südkehre, de eerste bocht van het 20 kilometer lange circuit, vielen vijf coureurs, waaronder Ángel Nieto. Daarmee was al een van de favorieten weggevallen, maar in de Hatzenbach viel ook Pier Paolo Bianchi en toen Gert Bender daardoor aan de leiding kwam viel hij bij de Hocheichen. Zo kwam de jonge Duitser Toni Mang met zijn Morbidelli aan de leiding te liggen. Henk van Kessel's machine liep op één cilinder en hij zocht de pit op, waardoor Walter Koschine (Seel-Maico) tweede werd, met een achterstand van 1 minuut en 40 seconden op Mang. De derde plaats was voor Julien van Zeebroeck, die met een Morbidelli was opgeklommen vanaf de laatste plaats. Paolo Pileri kon niet starten vanwege een handblessure en daardoor kwam een oude bekende terug op het circuit: zijn machine kwam in handen van Jan Huberts, die in de TT van Assen van 1975 ook al eens een Morbidelli had gekregen. Huberts staakte toen hij te veel last kreeg van zijn verstuikte enkel.

### Uitslag van 125 cc
| Pos | Coureur                | Merk       | Tijd       | Punten   |
| --- | ---------------------- | ---------- | ---------- | -------- |
| 1   | Toni Mang              | Morbidelli | 52' 43" 4  | 15       |
| 2   | Walter Koschine        | Maico      | + 1' 39" 9 | 12       |
| 3   | Julien van Zeebroeck   | Morbidelli | + 1' 44" 7 | 10       |
| 4   | Horst Seel             | Seel-Maico | + 1' 48" 7 | 8        |
| 5   | Lennart Lundgren       | Yamaha     | + 2' 28" 2 | 6        |
| 6   | Jean-Louis Guignabodet | Morbidelli | + 2' 31" 9 | 5        |
| 7   | Hans Müller            | Yamaha     | + 2' 37" 6 | 4        |
| 8   | Harald Bartol          | Morbidelli | + 3' 29"   | 4        |
| 9   | Enrico Cereda          | Morbidelli | + 3' 45" 5 | 4        |
| 10  | Hans Hallberg          | Yamaha     | + 4' 16"   | 1        |
| 11  | Werner Schmied         | Rotax      | + 4' 17" 7 |          |
| 12  | Ernst Stammbach        | Yamaha     | + 4' 29"   |          |
| 13  | Pentti Salonen         | Yamaha     | + 5' 08" 5 |          |
| 14  | Wolfgang Rubel         | Maico      | + 5' 17" 5 |          |
| 15  | Rolf Minhoff           | Maico      | + 5' 51" 9 |          |
| 16  | Bernhard Otto          | Maico      | + 6' 19" 2 |          |
| 17  | Benjamin Laurent       | Morbidelli | + 7' 06" 4 |          |
| 18  | Hans Knemeyer          | Maico      | + 8' 39" 3 |          |
| 19  | Zbyněk Havrda          | Maico      | + 1 ronde  |          |
| DNF | Ángel Nieto            | Bultaco    |            | val      |
| DNF | Pier Paolo Bianchi     | Morbidelli |            | val      |
| DNF | Gert Bender            | Bender     |            | val      |
| DNF | Henk van Kessel        | Condor     |            | motor    |
| DNF | Jan Huberts            | Morbidelli |            | blessure |
| DNS | Paolo Pileri           | Morbidelli |            | blessure |

## 50 cc
Ángel Nieto werd door zijn overwinning in de Grand Prix van Duitsland voor de 7e keer wereldkampioen, maar het was de eerste wereldtitel voor de constructeurs van zijn machine, Jan Thiel en Martin Mijwaart. Het Bultaco-motorblok met nummer A 36260 M was in 1974 gedebuteerd in hun Jamathi en had in 1975 in een Piovaticci gehangen. Voor aanvang van de race waren er naast Nieto nog twee kanshebbers voor de wereldtitel: Herbert Rittberger en Julien van Zeebroeck. Ulrich Graf werd door Kreidler en Van Veen in de watten gelegd. In de training mocht hij beide Van Veen-Kreidlers gebruiken en uiteindelijk koos hij voor de inbouw van een Van Veen-motorblok in zijn eigen frame. Ook Rittberger kreeg een Van Veen-blok in een Kreidler frame en van Zeebroeck had een volwaardige van Veen-Kreidler. Graf liep na de start meteen een grote achterstand op, terwijl Rittberger nog even in de buurt van Nieto kon blijven. In de tweede ronde draaide Nieto echter een ronderecord dat meer dan een minuut sneller was dan zijn vorige record. Op de lange Nordschleife hoefde men slechts drie ronden te rijden en Nieto hield 14 seconden over op tweede man Rittberger. Ulrich Graf werd derde.

### Uitslag 50 cc
| Pos | Coureur              | Merk              | Tijd       | Punten |
| --- | -------------------- | ----------------- | ---------- | ------ |
| 1   | Ángel Nieto          | Bultaco           | 31' 42" 4  | 15     |
| 2   | Herbert Rittberger   | Kreidler          | + 14"      | 12     |
| 3   | Ulrich Graf          | Kreidler          | + 51" 3    | 10     |
| 4   | Hans-Jürgen Hummel   | Kreidler          | + 1' 31" 7 | 8      |
| 5   | Rolf Blatter         | Kreidler          | + 1' 32" 3 | 6      |
| 6   | Julien van Zeebroeck | Van Veen-Kreidler | + 1' 32" 9 | 5      |
| 7   | Wolfgang Müller      | Kreidler          | + 1' 50" 7 | 4      |
| 8   | Bruno Stopp          | Kreidler          | + 2' 04" 9 | 3      |
| 9   | Rudolf Kunz          | Kreidler          | + 2' 14" 6 | 2      |
| 10  | Ermanno Giuliano     | LGM               | + 2' 53" 3 | 1      |
| 11  | Günter Schirnhofer   | Kreidler          | + 3' 05"   |        |
| 12  | Wolfgang Golembeck   | Kreidler          | + 3' 05" 2 |        |
| 13  | Hagen Klein          | Kreidler          | + 3' 32"   |        |
| 14  | Benjamin Laurent     | 3B-Kreidler       | + 3' 35" 8 |        |
| 15  | Aldo Pero            | Kreidler          | + 3' 36" 2 |        |
| 16  | Jacques Hutteau      | Morbidelli        | + 3' 55" 6 |        |
| 17  | Walter Däuwel        | Kreidler          | + 3' 57" 7 |        |
| 18  | Roland Schuster      | Kreidler          | + 3' 58"   |        |
| 19  | Theo Timmer          | Kreidler          | + 3' 58" 3 |        |
| 20  | Engelbert Kip        | Kreidler          | + 4' 21" 8 |        |

## Zijspanklasse
In Duitsland startte de Franse combinatie Alain Michel/Bernard Garcia als snelste, maar toen zij gezelschap kregen van Werner Schwärzel/Andreas Huber ontstond er een flinke strijd. Michel/Garcia vielen in de laatste ronde uit, waardoor Schwärzel de overwinning greep.

### Uitslag zijspanklasse
| Pos | Coureur              | Bakkenist                 | Merk           | Tijd       | Punten |
| --- | -------------------- | ------------------------- | -------------- | ---------- | ------ |
| 1   | Werner Schwärzel     | Andreas Huber             | König          | 55' 53" 3  | 15     |
| 2   | Rolf Steinhausen     | Josef Huber               | Busch-König    | + 1' 54" 8 | 12     |
| 3   | George O'Dell        | Kenny Arthur              | Windle-Yamaha  | + 2' 26" 7 | 10     |
| 4   | Rolf Biland          | Kenneth Williams          | Seymaz-Yamaha  | + 2' 58" 3 | 8      |
| 5   | Bruno Holzer         | Karl Meierhans            | LCR-Yamaha     | + 3' 28" 7 | 6      |
| 6   | Hermann Huber        | Hans Seib                 | König          | + 3' 34" 7 | 5      |
| 7   | Ernst Trachsel       | Benedikt Stähli           | TTM-Yamaha     | + 3' 53" 6 | 4      |
| 8   | Walter Ohrmann       | Bernd Grube               | Yamaha         | + 3' 58" 4 | 3      |
| 9   | Siegfried Schauzu    | Wolfgang Kalauch          | Schmid-Fath    | + 4' 58" 2 | 2      |
| 10  | Kurt Jelonek         | Volker Rieß               | König          | + 5' 00" 5 | 1      |
| 11  | Max Venus            | Norbert Bittermann        | König          | + 5' 00" 9 |        |
| 12  | Tony Wakefield       | Keith Brown               | British Magnum | + 5' 03" 1 |        |
| 13  | Heinz Luthringhauser | Lorenzo Puzo              | Busch-BMW      | + 5' 04" 6 |        |
| 14  | Rudolf Reinhard      | Karin Sterzenbach         | Yamaha         | + 5' 11" 8 |        |
| 15  | Hermann Schmid       | Martial Jean-Petit-Matile | Schmid-Yamaha  | + 5' 31" 5 |        |
| DNF | Alain Michel         | Bernard Garcia            | GEP-Yamaha     |            |        |

1925 · 1926 · 1927 · 1928 · 1929 · 1930 · 1931 · 1933 · 1934 · 1935 · 1936 · 1937 · 1938 · 1939 · 1949 · 1950 · 1951 · 1952 · 1953 · 1954 · 1955 · 1956 · 1957 · 1958 · 1959 · 1960 · 1961 · 1962 · 1963 · 1964 · 1965 · 1966 · 1967 · 1968 · 1969 · 1970 · 1971 · 1972 · 1973 · 1974 · 1975 · 1976 · 1977 · 1978 · 1979 · 1980 · 1981 · 1982 · 1983 · 1984 · 1985 · 1986 · 1987 · 1988 · 1989 · 1990 · 1991 · 1992 · 1993 · 1994 · 1995 · 1996 · 1997 · 1998 · 1999 · 2000 · 2001 · 2002 · 2003 · 2004 · 2005 · 2006 · 2007 · 2008 · 2009 · 2010 · 2011 · 2012 · 2013 · 2014 · 2015 · 2016 · 2017 · 2018 · 2019 · 2021 · 2022 · 2023 · 2024 · 2025